# Paepalanthus dichromolepis
Paepalanthus dichromolepis är en gräsväxtart som beskrevs av Silveira. Paepalanthus dichromolepis ingår i släktet Paepalanthus och familjen Eriocaulaceae. Inga underarter finns listade i Catalogue of Life.